# ロンドンデリー・ハウス

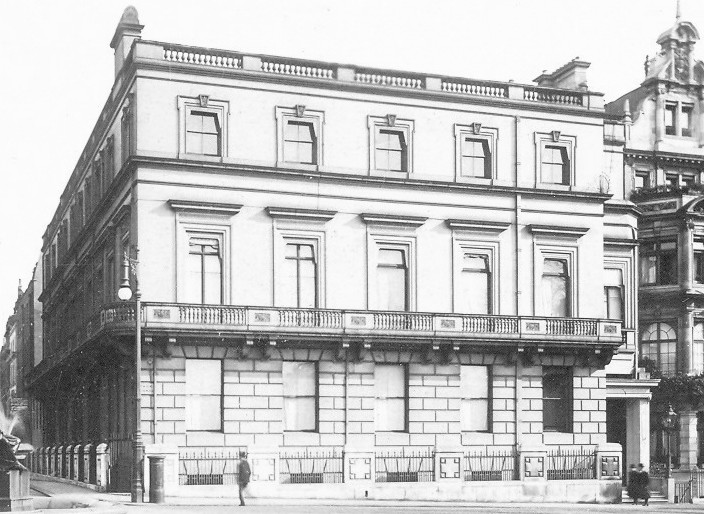
ロンドンデリー・ハウス　1900年頃

ロンドンデリー・ハウス (英: Londonderry House) は、イギリス、ロンドン、メイフェア地区のパーク・レーンにあった貴族のタウンハウスである。この邸宅はロンドンデリー侯爵のロンドンでの居宅として、1962年に売却 (その後解体)
されるまで使われた 。

## 歴史
この邸宅は1760年代に、ホルダーネス伯爵 (英語版) によって購入された。その時伯爵は隣の建物も買おうと考えていたが、購入は後日となり、彼は購入後二つの建物を繋いで、正面玄関の両側に主室の窓があるロンドンスタイルの住宅にした。
1819年にイギリスの貴族初代ステュワート男爵チャールズ・ヴェーンによって購入され、毎年のソーシャル・シーズン  の間、家族がロンドンに滞在するために使われた。購入後男爵はすぐに改装を開始し、建築家ベンジャミン・ディーン・ワイアット (英語版) とフィリップ・ワイアット (英語版) を採用したことからもわかるように、彼は金に糸目をつけなかった。1822年スチュワート男爵は、第3代ロンドンデリー侯爵に叙爵された。侯爵家はまた、ダラムの豪華な邸宅ウィンヤード・パーク (英語版) とアイルランド、アルスターの邸宅マウント・スチュワート (英語版) を所有していた。
1835年までに大改築は完了し、ロンドン中の注目を集めた。中央階段は、近くのセント・ジェームズ (英語版) にあるランカスター・ハウス (英語版) のものを上回るよう企図されており、それは成功していた。邸宅には大きな天窓とロココ調のシャンデリア、隣接する2つの独立した大階段が備えられていた。この素晴らしい階段は大舞踏場 (Grand Ballroom) に続いており、そこにはガーター・ローブ  を着用したスチュワート家の男子の肖像画が掲示されていた。アプスリー・ハウスの "ワーテルローの部屋" に触発されたとも言われているが、それを上回っていた。部屋の中にはアントニオ・カノーヴァによる大きな大理石の彫像と、フランススタイルの椅子が置かれていた。

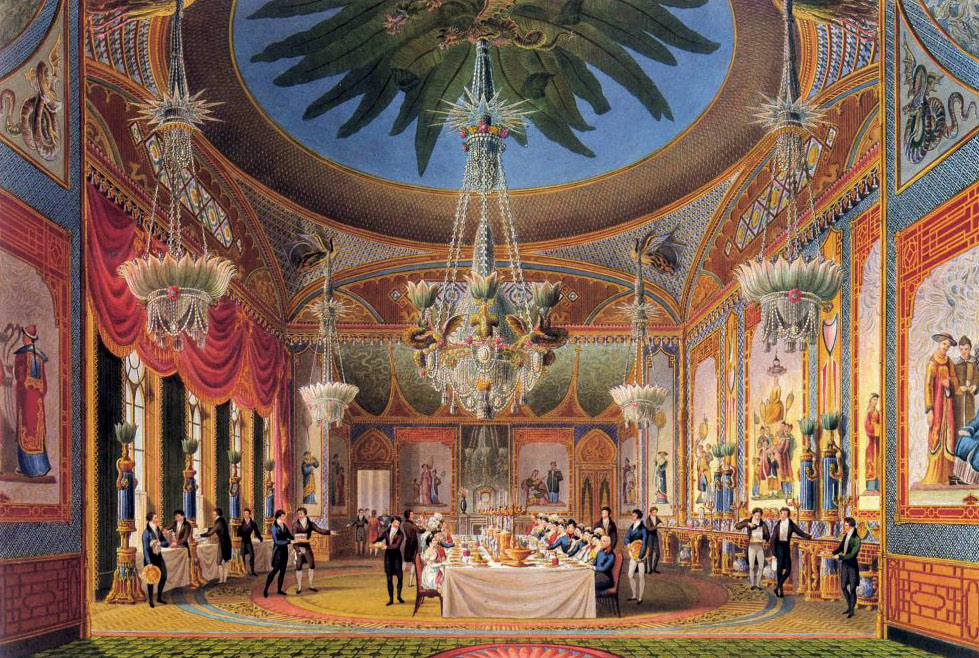
有名な「ロンドンデリー・シルバー」はその多くをロイヤル・パビリオンで見ることができる。

その上はダイニングルームになっており、そこには "ロンドンデリー・シルバー" と呼ばれる素晴らしいシルバーのコレクションが所蔵されていた。今日ではその大半がブライトン市により購入されており、ロイヤル・パビリオンで "オーモンド・シルバー" とともに閲覧することができる。他には、3つに分かれた客間 (Drawing Room) があり、そこにもさらに "ロンドンデリー・シルバー" があり、フランスの家具、世界中の絵画、鳥が描かれた天井が備えられていた。
第一次世界大戦の間、この邸宅は軍の病院として使われた。戦後、第7代ロンドンデリー侯爵チャールズ・ヴェーン＝テンペスト＝スチュワート (英語版) と彼の妻イーディス (英語版) は引き続き居宅として使い、大いに娯楽を楽しんだ。
第二次世界大戦後もこの邸宅は侯爵家の所有であり続けたが、1950年代後半にそれは終焉を迎える。このサイズの邸宅は巨額の費用を生じさせるからである。ロンドンデリー・ハウスは1962年に売却され取り壊されて、その後ヒルトンホテル・ロンドン (英語版) が建てられることとなった。